# Ferrovia Reggio Emilia-Guastalla
La ferrovia Reggio Emilia–Guastalla è una linea ferroviaria a scartamento ordinario di proprietà della regione Emilia-Romagna. Collega la città di Reggio nell'Emilia con Guastalla.
La linea è a binario singolo ed elettrificata ed è gestita da Ferrovie Emilia Romagna (FER).

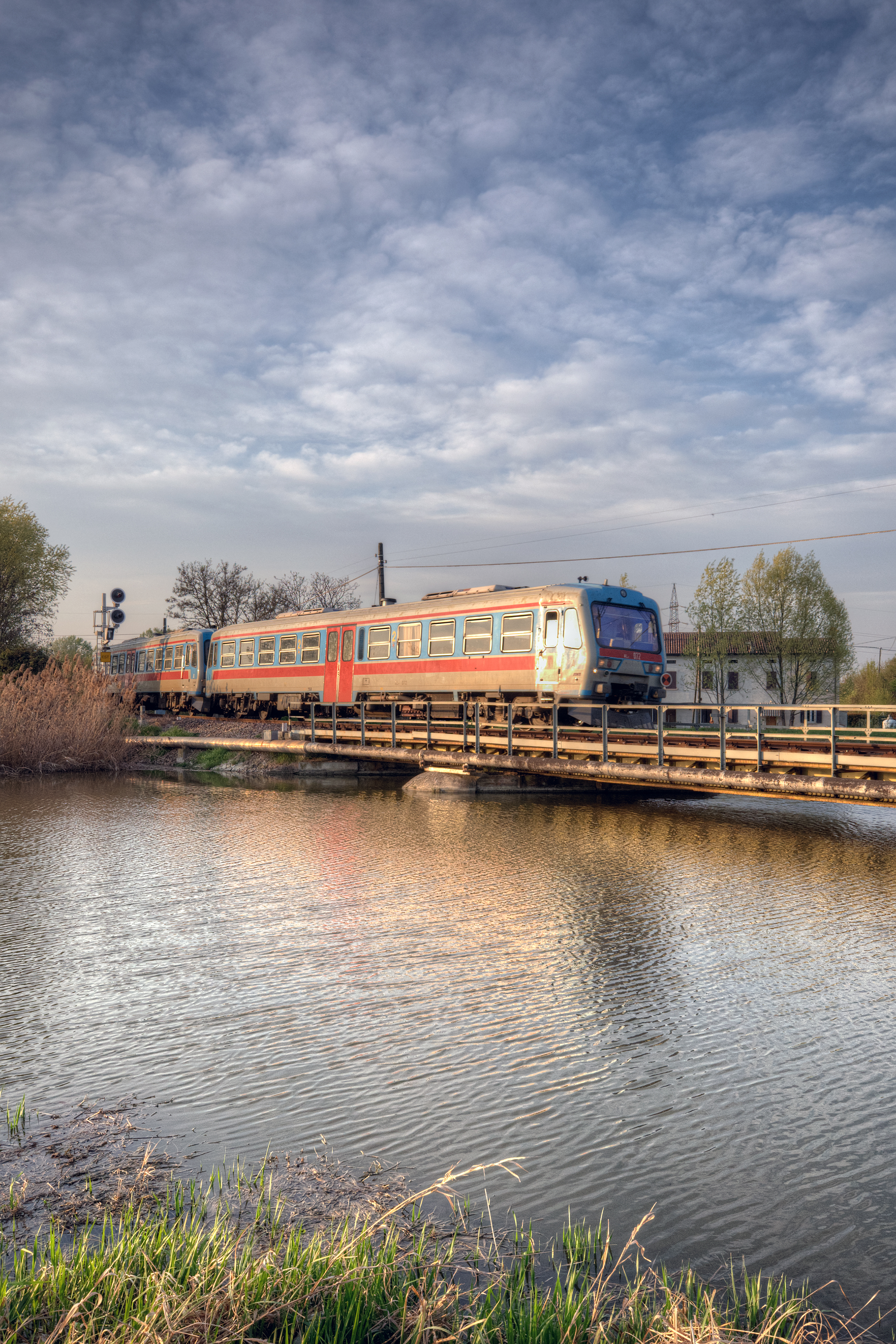
Un treno sul Cavo Fiuma, Guastalla

## Storia
| Tratta                                | Inaugurazione     |
| ------------------------------------- | ----------------- |
| Reggio nell'Emilia–Novellara          | 23 ottobre 1886   |
| Novellara–Guastalla                   | 5 maggio 1887     |
| Reggio nell'Emilia–Reggio San Lazzaro | 19 settembre 2011 |

### XIX secolo
Negli anni settanta dell'Ottocento diversi territori, specialmente Guastalla e i comuni rivieraschi, della provincia di Reggio Emilia gravitavano sul vicino capoluogo di Parma grazie alla costruzione della ferrovia Parma-Suzzara. Pertanto l'amministrazione provinciale, nel 1879 chiese la concessione di una linea ferroviaria che unisse Reggio a Guastalla.
La richiesta fu approvata dal consiglio dei Lavori Pubblici il 21 febbraio 1880. Il progetto definitivo fu approvato con Decreto Ministeriale del 14 dicembre 1881. I lavori di costruzione iniziarono nel luglio 1884, ma presto vennero interrotti a causa di divergenze tra la provincia e la ditta costruttrice, quella dei fratelli Anaclerio. Nel 1886 la Anaclerio rinunciò a riprendere i lavori e la provincia si rivolse allora alla Banca Subalpina, alla quale affidò la concessione sulla ferrovia. A opera ferma, nel febbraio 1886 alcuni tratti già ultimati, vennero sommersi dallo straripamento di alcuni canali, pertanto essi dovettero essere rialzati. La costruzione riprese e il 26 ottobre 1886 vennero ultimati i tratti Reggio-Bagnolo in Piano-Novellara e Bagnolo in Piano-Correggio. Il 5 maggio 1887 venne completato il tratto Novellara-Guastalla e, il 15 ottobre dello stesso anno, entrò in funzione anche la tratta Correggio-Carpi.

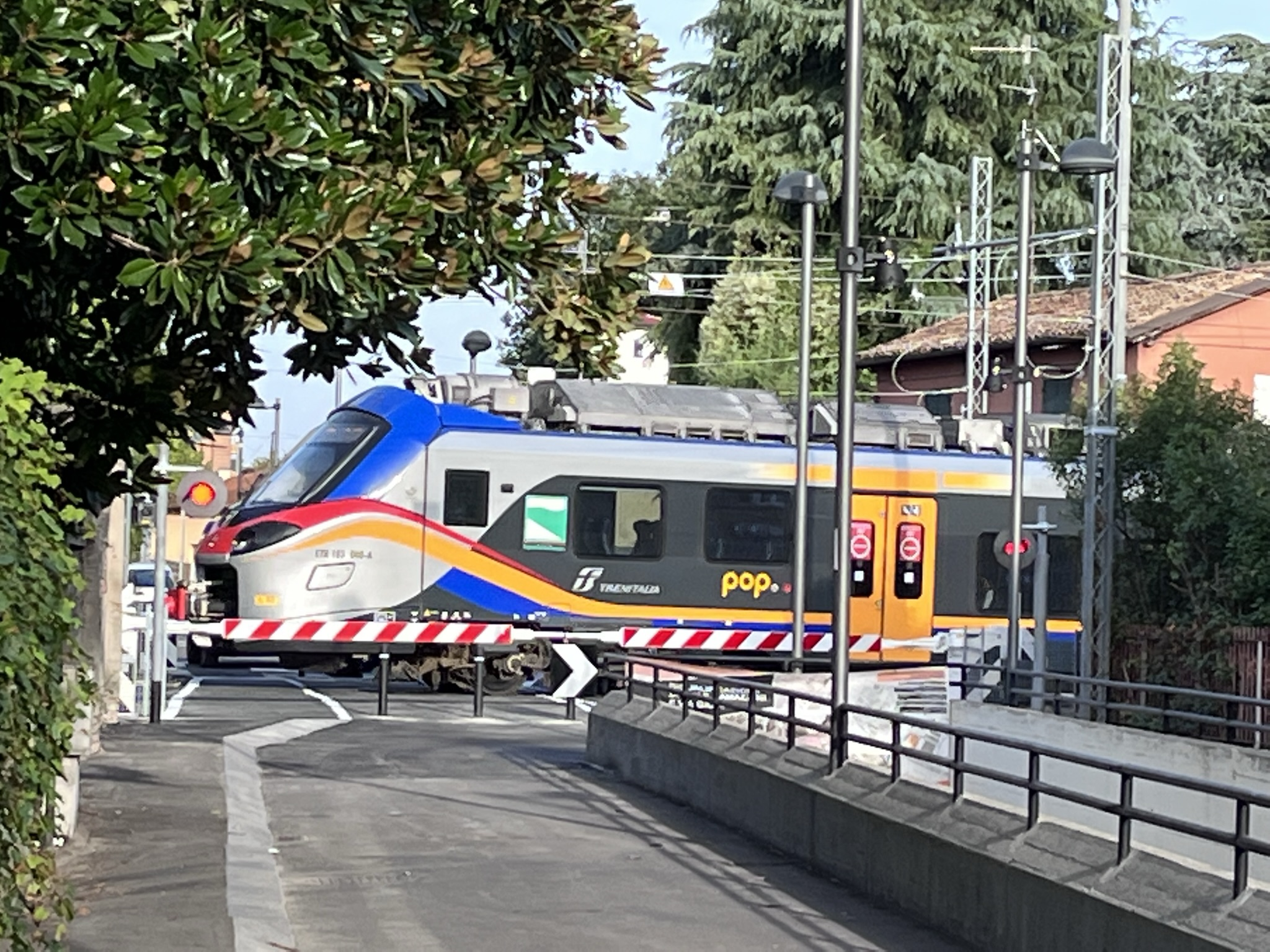
Treno regionale Pop in livrea Trenitalia in transito a Reggio Emilia

### XXI secolo
Dal 1º gennaio del 2009 il ramo ferroviario della ACT, che gestiva la linea dal 1975, venne acquisito da Ferrovie Emilia Romagna, con la società reggiana che divenne azionista di quest'ultima con una quota dell'11,61% del capitale sociale.
Il 19 settembre 2011 fu aperta all'esercizio la fermata capolinea di Reggio San Lazzaro.
Nel 2012 Ferrovie Emilia Romagna affidò il servizio passeggeri alla neocostituita società TPER, nata dalla fusione della sua divisione trasporti con quella della bolognese ATC, mantenendo però la gestione dell'infrastruttura ferroviaria.
Nell'ambito della progettazione e costruzione della stazione di Reggio Emilia AV Mediopadana sulla linea Alta Velocità Milano-Bologna, situata nel punto del suo percorso che scavalca la Reggio Emilia-Guastalla, fu prevista l'attivazione su quest'ultima linea di una fermata dedicata all'interscambio dei passeggeri tra le due ferrovie mediante la realizzazione di una pensilina posta a est dell'ingresso della stazione di RFI. La nuova fermata venne aperta al servizio passeggeri il 15 dicembre 2013.
Nel 2016 sono stati stanziati i fondi per i lavori necessari all'elettrificazione della linea, all'interoperabilità con la rete di RFI, alla posa in opera di barriere antirumore e all'adeguamento e ammodernamenti di alcune fermate e stazioni.
I lavori per l'elettrificazione della linea sono stati appaltati nel 2019;; la conclusione, inizialmente prevista per la primavera 2020, è stata poi posticipata alla primavera 2022. L'elettrificazione permetterà di effettuare un servizio regolare fra Reggio Emilia e Mantova, ora raggiungibile in oltre due ore e mezza con doppio cambio, e lunghi tempi di attesa, a Guastalla e Suzzara. Tuttavia, ad elettrificazione completata da oltre tre anni (maggio 2025), nessun servizio diretto fra il capoluogo reggiano e quello mantovano è mai stato attivato .

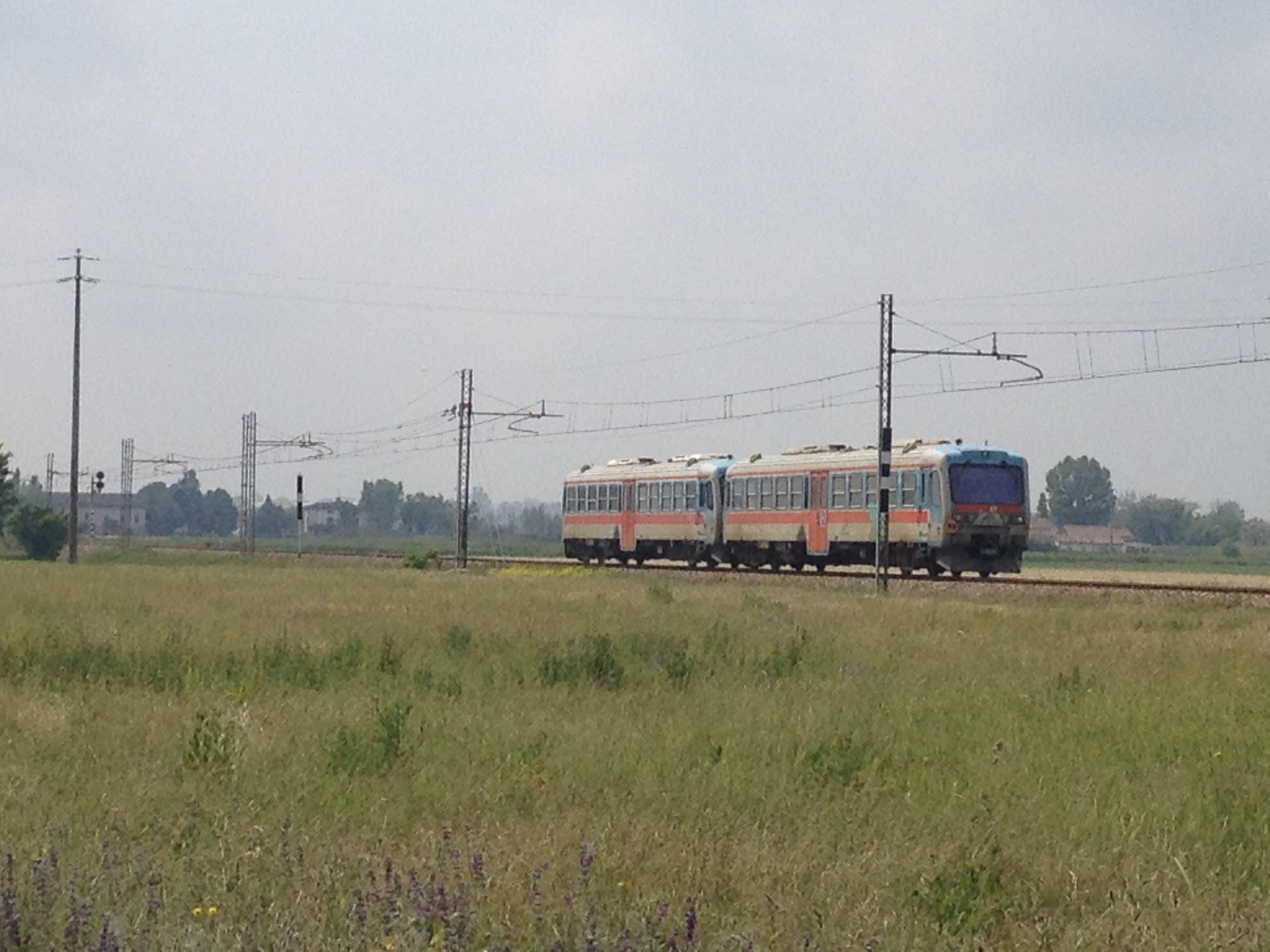
Treno a gasolio in transito sul tratto in fase di elettrificazione della ferrovia Reggio Emilia-Guastalla, in località Mancasale

Dal 1º gennaio 2020 i treni della linea sono svolti da Trenitalia Tper.
A inizio 2021 risultavano in corso i lavori di elettrificazione, con termine previsto a primavera 2022; la prima corsa prova di un treno elettrico sulla linea si è svolta il 1º aprile 2022.
L'avvio del servizio commerciale con treni elettrici è avvenuta il 12 settembre 2022, con l'impiego di treni ETR 350 e Pop su tutte le corse.
Dal 7 settembre 2024, sull'intera linea è attivo il Sistema Controllo Marcia Treno (SCMT), che in precedenza era stato attivato solamente sulla tratta urbana tra Reggio Emilia e Bagnolo in Piano.

## Caratteristiche
| Unknown route-map component "d" | Unknown route-map component "v-CONTg" |

| Unknown route-map component "d" | Unknown route-map component "vKBHFa-STR" |

|  | Unknown route-map component "d" | Unknown route-map component "vSTR-ABZg+l" | Unknown route-map component "CONTfq" |

| Unknown route-map component "d" | Unknown route-map component "vBHF" |

|  | Unknown route-map component "d" | Unknown route-map component "vSHI2g+l-" + Unknown route-map component "v-STRl" | Unknown route-map component "CONTfq" |

| Unknown route-map component "KDSTaq" | Junction both to and from right |  |

| Station on track |

|  | Unknown route-map component "eABZgl" | Unknown route-map component "exCONTfq" |

| Stop on track |

| Unknown route-map component "eHST" |

| Unknown route-map component "SKRZ-Au" |

| Unknown route-map component "CONTgq" | Tower station on transverse bridge over straight track + Unknown route-map component "HUBa" | Unknown route-map component "CONTfq" |

| Station on track + Unknown route-map component "HUBe" |

| Unknown route-map component "hKRZWae" |

| Unknown route-map component "eHST" |

| Stop on track |

| Station on track |

| Unknown route-map component "exCONTgq" | Unknown route-map component "eABZgr" |  |

| Stop on track |

| Stop on track |

| Stop on track |

| Unknown route-map component "HSTeBHF" |

| Stop on track |

| Station on track |

| Stop on track |

| Unknown route-map component "hKRZWae" |

| Station on track |

|  | Unknown route-map component "ABZg+l" | Unknown route-map component "CONTfq" |

| Station on track |

| Continuation forward |

La stazione capolinea di Reggio San Lazzaro, aperta nel 2011, è posta un paio di chilometri a est della stazione di Reggio Emilia, al termine di un percorso parallelo alla ferrovia Milano-Bologna.
Da Reggio Emilia a Novellara la linea segue un andamento pressoché rettilineo, in direzione nord-nordest; a Novellara la linea piega decisamente verso nordovest, fino a convergere con la ferrovia Parma-Suzzara in entrata a Guastalla.
Nel suo tratto urbano, la linea serve il Mapei Stadium - Città del Tricolore (con la stazione di Reggio Stadio) e la stazione di Reggio Emilia AV Mediopadana) (con la stazione di Reggio Mediopadana).
Nel suo tratto extraurbano, i principali centri serviti sono Bagnolo in Piano, Novellara e Guastalla.
A Reggio Emilia, la linea è sovrappassata dalla Strada statale 722 Tangenziale di Reggio Emilia; a Guastalla è sovrappassata dall'ex Strada statale 62 della Cisa (sia nel percorso in variante, sia nel suo percorso originario attraverso il centro cittadino).
Sulla linea insiste inoltre il deposito locomotive di Reggio Emilia.